# Де Бонуар
Александр-Луи-Бертран Робино (фр. Alexandre-Louis-Bertrand Robineau; 1746—1823), более известный как де Бонуар (фр. de Beaunoir) — французский драматург.

## Биография
Александр-Луи-Бертран Робино родился 4 мая 1746 года в Париже.
Призванный служить церкви, был аббатом, но увлёкшись театром, оставил стезю священнослужителя. Начал писать пьесы для ярмарочного театра Жана-Батиста Николе; первое же его проивзедение Bourbonnaise (1768) умела успех. Под псевдонимом «аббат Робино» писал до трёх пьес в неделю и зарабатывал 18 франков за пьесу. В 1777 году Робино написал «L'Amour quêteur» — довольно скабрезную пьесу, которая, однако, сразу же имела успех. Архиепископ Парижа лишил Робино сана, и тот взял себе псевдоним Бонуар (фр. Beaunoir), анаграмму своей фамилии Робино (фр. Robineau).
В 1796 году поступил директором театральной труппы в Санкт-Петербурге. Состоял чтецом при королеве Луизе Прусской, затем корреспондентом при короле Жероме и, наконец, цензурным чиновником в Париже.
За свою жизнь де Бонуар сочинил около двухсот пьес.
Скончался 5 августа 1823 года в родном городе в полной нищете.

## Избранная библиография
- L’Amour quéteur (1777)
- Vénus pèlerine (1777)
- Jeannot (1780)
- Jérôme Pointu (1781)
- Fanfan et Colas (1784)
- Histoire secrète et anecdotique de l’Insurrection belgique, ou Vander-Noot (1790)
- Les Masques arrachés
- L’Ami des hommes ou le Vengeur
- Le Grand dénouement de la constitution (1791)
- Le Commissionnaire et le jockey (1792)
- La Nouvelle dibutade (1793)
- L’Hommage de Bruxelles (1793)
- Le Bouquet (1793)
- La Séparation (1794)
- Le Médecin et l’apothicaire (1794)